# 東屋旅館
東屋旅館（ひがしやりょかん）とは、旅館名称の一つである。以下に例を挙げる。
1. 大分県由布市の湯平温泉にある旅館。
2. 山形県米沢市の白布温泉にある旅館。以下に詳述。

## 所在地
- 山形県米沢市白布温泉

古くは茅葺屋根の外観が特徴で、中屋旅館、西屋旅館ともに建ち並んでいた。日本秘湯を守る会に属している。

## 歴史
- 江戸時代中期開業。
- 隣の中屋、西屋とは異なり米沢藩の定宿だった。藩主の上杉家が使った食器が陳列されていた。
- 2000年3月25日午後5時5分頃に中屋旅館から出火。東屋にも延焼し全焼した。
- 2001年秋に復興した建物で営業再開し現在に至る。
- 茅葺屋根での再建は消防法に抵触するため、金属製の屋根での再建となった。

## 設備
- 滝風呂
  - 米沢藩の定宿時代から使われている。火事でも無事であった。
- 露天風呂
- 石風呂
- 家族風呂（バリアフリー対応）